# Freihandelsabkommen EU-Japan
Das Freihandelsabkommen EU-Japan (kurz EPA von englisch Economic Partnership Agreement, umgangssprachlich JEFTA von englisch Japan-EU Free Trade Agreement) ist ein Freihandels- und Investitionsschutzabkommen zwischen der Europäischen Union und Japan; es wurde von 2013 bis Ende 2017 verhandelt. Es ist das bisher umfangreichste bilaterale Handelsabkommen der EU und hat die Form eines völkerrechtlichen Vertrags. Da das Freihandelsabkommen JEFTA 30 Prozent des Welt-Bruttoinlandsprodukts und 40 Prozent des globalen Handels umfasst, bezeichnete es Japans Premierminister Shinzō Abe in Brüssel als „die Geburt der größten Wirtschaftszone der Welt“.
Den Abschluss der Verhandlungen bestätigten der japanische Premierminister Shinzō Abe und Kommissionspräsident Jean-Claude Juncker am 8. Dezember 2017. Es wurde angekündigt, dass JEFTA Mitte 2018 unterzeichnet werden und Anfang 2019 in Kraft treten solle. Beim Investitionsschutz konnte man sich Berichten zufolge jedoch noch nicht vollständig einigen; diesbezügliche Verhandlungen sollen deshalb fortgeführt werden. Nachdem eine geplante Einigung mehrfach hinausgeschoben worden war, erreichten am 6. Juli 2017, dem Vorabend des G20-Gipfels in Hamburg, die EU und Japan eine „grundsätzliche Einigung über die wesentlichen Elemente“ des EPA.
Das Abkommen wurde am 17. Juli 2018 am EU-Japan Gipfeltreffen in Tokio von beiden Seiten unterzeichnet. Am 8. Dezember 2018 wurde das Abkommen durch das japanische Parlament und am 12. Dezember 2018 durch das Europäische Parlament ratifiziert. Es ist am 1. Februar 2019 in Kraft getreten.

## Hintergrund: Umfang der Handelsbeziehungen zwischen der EU und Japan

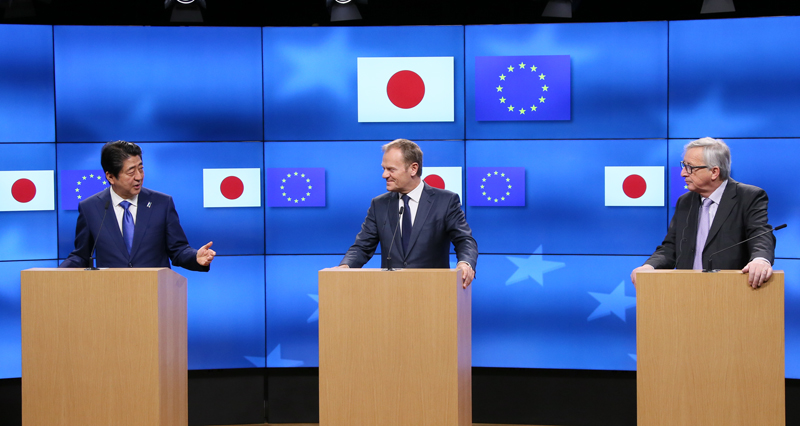
Der japanische Premierminister Shinzō Abe, EU-Ratspräsident Donald Tusk und EU-Kommissionspräsident Jean-Claude Juncker bei einer Pressekonferenz bezüglich des Freihandelsabkommens im März 2017

Bis zum Inkrafttreten von EPA verfügte in Europa einzig die Schweiz seit 2009 über ein Freihandelsabkommen mit Japan (JSFTEPA). Mit EPA konnte die EU fast zehn Jahre später ein deutlich umfangreicheres Abkommen mit Japan, dem nach China zweitgrößten Handelspartner der EU in Asien und der sechstgrößte weltweit, verhandeln:
| Exporte 2016 von       | [in Mrd. Euro] | Anteil am gesamten Extra-EU-28-Handel |
| ---------------------- | -------------- | ------------------------------------- |
| EU nach Japan          | 58,1           | 3,3 %                                 |
| Japan nach EU          | 66,5           | 3,9 %                                 |
| Deutschland nach Japan | 18,4           | 1,5 %                                 |
| Japan nach Deutschland | 22,0           | 2,3 %                                 |

Japan ist für die EU auch ein wichtiger Investor:
| Summe der Extra-EU-Direktinvestitionen 2011–2014 von | [in Mrd. Euro] | Anteil |
| ---------------------------------------------------- | -------------- | ------ |
| EU nach Japan                                        | 12,3           | 0,88 % |
| Japan nach EU                                        | 24,8           | 1,68 % |

Historische Daten des Handels mit Gütern zwischen Japan und der EU:

## Inhalt des Abkommens
„[JEFTA] signalisiert den USA, dass Geschäfte zur Not auch ohne sie abgeschlossen werden können, in Richtung China zeigt es, wer in Asien die besten Investitionsbeziehungen besitzt, und für Europa öffnet es einen Weg in den asiatischen Markt, der nicht direkt durch China führt.“

### Absenkung von Zöllen
Exporteure aus der EU bezahlen momentan ca. EUR 1 Mrd. pro Jahr an Zöllen für die Einfuhr von Produkten nach Japan. Landwirtschaftliche Produkte sind im Schnitt mit Zöllen von 21 Prozent belegt. Umgekehrt betrug 2016 das durchschnittliche Zollniveau für Importe aus Japan in die EU 4 Prozent, davon für Agrargüter ca. 12,9 Prozent und für industrielle Waren ca. 2,5 Prozent.
JEFTA soll die japanischen Zölle auf Rindfleisch, Schweinefleisch und Wein senken und 85 % der Zölle auf landwirtschaftliche Produkte beseitigen. Japan soll über 200 geschützte geographische Bezeichnungen wie Roquefort und Feta anerkennen. Auch Zölle auf Textilprodukte werden gesenkt. So sollen die Zölle auf Schuhe von 30 Prozent zunächst auf 21 Prozent sinken und nach zehn Jahren ganz abgeschafft werden. Der aktuelle Zollsatz von 10 % auf japanische Autos soll innerhalb von sieben Jahren gesenkt werden.

### Investitionsschutz
Die EU möchte zum Investitionsschutz auch bei JEFTA statt der üblicherweise vereinbarten Schiedsgerichte den im Rahmen der Verhandlungen zu CETA entwickelten Plan eines internationalen Investitionsschutzgerichtshofs umsetzen. Japan lehnt das bisher ab.

### Klimaschutz
Es ist das erste Handelsabkommen, in dem sich die Unterzeichner explizit zum Pariser Klimaabkommen bekennen – allerdings mit der Einschränkung, dass 

„Maßnahmen zur Umsetzung der multilateralen Umweltübereinkünfte […] nicht in einer Weise angewandt werden, die auf eine willkürliche oder ungerechtfertigte Diskriminierung der anderen Vertragspartei oder auf eine verschleierte Beschränkung des internationalen Handels hinauslaufen würde.“

## Prognostizierte Vorteile von JEFTA und Zusicherungen der EU
Die EU-Handelskommissarin Cecilia Malmström sagte beim Japan Business Round Table bezogen auf CETA:

„Mit Japan haben wir jetzt gezeigt, dass es möglich ist, dieses Modell in die Welt zu tragen. […] Wir können unseren Unternehmen, unseren Arbeitern, unseren Verbrauchern einen wirtschaftlichen und sozialen Schub anbieten, ob sie nun in Tokio, Tallinn oder Toulouse leben.“

Die EU-Kommission erhofft sich durch das Abkommen:
- Die Exporte der EU nach Japan könnten sich nach einer Studie der London School of Economics um mehr als ein Drittel erhöhen, die Wirtschaftsleistung der EU nach einer unabhängigen Studie um 0,76 Prozent.
- Die über 600.000 in der EU mit Exporten nach Japan verbundenen Jobs und die fast gleich große Zahl von in japanischen Firmen in der EU beschäftigten Arbeitskräfte könnten zunehmen.
- Als Branchen, von denen erwartet wird, dass sie besonders von dem Abkommen profitieren, werden Arzneimittel und Medizinprodukte, Nahrungsmittel sowie Kraftfahrzeuge und Transportmittel genannt.
- Japanische Produkte sollten für den Endkunden in der EU billiger werden.
- Europäische Standards für Produkte, insbesondere die Standards für Nahrungsmittel und landwirtschaftliche Produkte sollen nicht betroffen sein.

Nach einer Studie des Ifo-Instituts und der Bertelsmann-Stiftung vom 3. März 2017 wäre nach einer Anlaufphase von zehn Jahren für Deutschland ein Zuwachs der Exporte von 8,6 Mrd. Euro jährlich zu erwarten, ein Einkommenszuwachs von 3,4 Mrd. Euro jährlich und ein BIP-Wachstum von 0,11 Prozent.

## Kritik
Am 23. Juni 2017 hatte die niederländische Greenpeace-Sektion 200 Seiten JEFTA-Verhandlungstexte enthüllt; sie zeigen laut Greenpeace:
- JEFTA würde es auf nationaler und kommunaler Ebene schwieriger machen, neue Umwelt- oder Arbeitsschutzregeln zu erlassen, weil diese als „nichttarifäres Handelshemmnis“ gälten.
- Japan bestehe darauf, dass vor „privaten Schiedsgerichten“ geklagt werden könne, wenn wegen „nichttarifärer Handelshemmnisse“ Profite entgangen wären. Einen Investitionsgerichthof à la CETA konnte die EU bisher nicht durchsetzen: „Dieser Bereich werde ausgespart für die Endverhandlungen, er werde also nicht im grundsätzlichen Abkommen enthalten sein“.[24]
- Beim öffentlichen Beschaffungswesen wolle Japan weiter einheimische Firmen bevorzugen.
- Illegaler Holzhandel (aus Rumäniens Urwäldern nach Japan) werde „nicht […] durch konkrete Verpflichtungen“ weiter eingeschränkt; es gebe nur die unverbindliche Aufforderung, „den Schutz der Wälder zu fördern“, nicht einmal „die seit 2013 geltende Holzregulierung der EU […] werde erwähnt.“ Bei CETA und TPP[25] seien „die Wald-Paragrafen strenger formuliert.“
- Japans Walfang werde nicht ausdrücklich verboten.

Attac fasst seine Kritik an JEFTA wie folgt zusammen: „Mit JEFTA drohen eine Erosion von Verbraucherschutz, schärfere Standortkonkurrenz zu Lasten von Beschäftigten in der EU und in Japan und eine undemokratische Paralleljustiz zugunsten von internationalen Investoren.“
Uneinigkeit besteht darüber, inwieweit das EU-Japan-Abkommen die Privatisierung der bisher überwiegend von der öffentlichen Hand betriebenen Trinkwasserversorgung sowie der Abwasserentsorgung erleichtern wird. Die Allianz der öffentlichen Wasserwirtschaft (AöW) und der Bundesverband der Energie- und Wasserwirtschaft (BDEW) sehen dieses Problem unter anderem durch die Verwendung von Negativ- statt Positivlisten gegeben. Die Negativlisten würden die Wasser-Bereiche nicht eindeutig, explizit und dauerhaft ausklammern. Das Abkommen unterscheide sich dabei vom diesbezüglich ausführlicheren und präziseren Abkommen mit Kanada (CETA). Es drohten die Gefahren, dass a) der Privatisierungsdruck bei Trink- und Abwasser zunehmen werde, da der deutsche CETA-Vorbehalt für Abwasser fehle, enthalte JEFTA für japanische Unternehmen „eine Marktzugangsverpflichtung zu Abwasserentsorgung in Deutschland“, sowie b) dass das Abkommen später ohne parlamentarische Beteiligung auf Wasser-relevante Marktbereiche wie die private Aneignung von Grundwasser und den Investitionsschutz ausgedehnt werden könne.
Dem gegenüber vertritt die Europäische Kommission die Auffassung, dass das Abkommen die nationalen Regierungen nicht zu einer Privatisierung oder Deregulierung zwingen würde. Auch sichere ein Vorbehalt, dass eine etwaige Entscheidung zur Privatisierung jederzeit rückgängig gemacht werden könne.

## Verabschiedung
Aufgrund eines Urteils des Europäischen Gerichtshofs (Art. 218) müssen über die Einrichtung von Schiedsgerichten oder Portfolio-Investitionen auch die nationalen Parlamente gefragt werden. Die EU-Kommission teilte den Vertrag daher in zwei Teile. Das Wirtschaftspartnerschaftsabkommen, in dem ausschließlich Zölle und Handel geregelt werden, brauchte wie auch bei bisherigen Handelsabkommen üblich, lediglich den Zuspruch des Europäischen Parlaments und wurde am 12. Dezember 2018 von diesem ratifiziert. Darüber hinausgehende Regelungen werden als Strategisches Partnerschaftsabkommen den Nationalen Parlamenten aller EU-Staaten zur Abstimmung vorgelegt.